# Лијева Лука
Лијева Лука је насељено место у општини Мартинска Вес, у сисачкој горњој Посавини, Хрватска, до нове територијалне организације у саставу бивше велике општине Сисак.

## Становништво
На попису становништва 2011. године, Лијева Лука је имала 233 становника.

## Попис1991.
На попису становништва 1991. године, насељено место Лијева Лука је имало 352 становника, следећег националног састава:
| Попис 1991.‍ | Попис 1991.‍ | Попис 1991.‍ | Попис 1991.‍ | Попис 1991.‍ |
| ----------- | ----------- | ----------- | ----------- | ----------- |
|             |             |             |             |             |
| Хрвати      | Хрвати      |             | 349         | 99,14%      |
| Немци       | Немци       |             | 1           | 0,28%       |
| непознато   | непознато   |             | 2           | 0,56%       |
| укупно: 352 |             |             |             |             |